# Funktor zdaniotwórczy
Funktor zdaniotwórczy – wyrażenie, które wraz z innymi wyrażeniami, nazywanymi argumentami funktora, tworzy zdanie lub funkcję zdaniową.

## Wstęp
Funktory zdaniotwórcze od argumentów nazwowych to predykaty. Funktory zdaniotwórcze od argumentów zdaniowych to spójniki (spójniki zdaniowe, funktory zdaniowe, konektywy), przy czym jedynie spójniki dwuargumentowe odpowiadają etymologicznemu czy gramatycznemu znaczeniu słowa spójnik – utarło się jednak nazywać spójnikami wszystkie funktory zdaniotwórcze od argumentów zdaniowych. Często, zwłaszcza w logice matematycznej, pod terminem funktor zdaniotwórczy rozumie się wyłącznie spójniki – predykaty szerzej omówione zostały w odrębnym artykule. W zależności od ilości argumentów istnieją tak spójniki, jak i predykaty jedno-, dwu- i więcej argumentowe.

## Ekstensjonalność spójników
Funktory, które tworzą ze swoimi argumentami wyłącznie wyrażenia ekstensjonalne, tj. takie, że denotacja wyrażenia złożonego za pomocą danego funktora zależy wyłącznie od denotacji wszystkich wyrażeń składowych tego wyrażenia, to funktory ekstensjonalne. Rodzajem funktorów ekstensjonalnych są funktory prawdziwościowe. Jeśli przez denotację zdania rozumie się jego wartość logiczną i zarazem wartość logiczna zdania złożonego utworzonego za pomocą danego funktora zależy wyłącznie od wartości logicznej jego składników, a nie od ich treści, to funktor ten jest funktorem ekstensjonalnym – funktorami prawdziwościowymi są funktory ekstensjonalne spełniające tę charakterystykę, np. wszystkie spójniki klasycznego rachunku zdań (KRZ). Niezależną od treści zdań składowych wartość logiczną zdań złożonych utworzonych za pomocą spójników prawdziwościowych przedstawiają tablice prawdy (matryce logiczne) tych zdań. W praktyce terminów funktor ekstensjonalny i funktor prawdziwościowy używa się często wymiennie, co może jednak prowadzić do pewnych niejasności: istnieją bowiem takie funktory zdaniowe, które są funktorami esktensjonalnymi nie będąc funktorami prawdziwościowymi. Dzieje się tak, gdy denotacją zdania nie jest prawdziwość, ale jakiś zbiór, co ma miejsce np. w przypadku znaków działań takich jak znak sumy lub iloczynu zbiorów.
Ze względu na ekstensjonalność spójników za ich argumenty podstawiać można dowolne inne wyrażenia o tej samej denotacji bez zmiany wartości logicznej całości tworzonej przez spójnik i jego argumenty.
Ekstensjonalność jest własnością wszystkich spójników KRZ, ale nie wszystkich spójników języka naturalnego ani spójników wszystkich systemów dedukcyjnych. W języku naturalnym istnieje wiele spójników nieekstensjonalnych (inaczej: spójników intensjonalnych) – spośród funktorów jednoargumentowych np. „jest konieczne, że...”, „wiadomo, że...”, spośród dwuargumentowych np. „ponieważ...”.

## Spójniki klasycznego rachunku zdań
W klasycznym rachunku zdań (KRZ) nie występują predykaty, a jedynie spójniki jedno- lub dwuargumentowe. Należą one do stałych logicznych, nazwanych tak dla odróżnienia ich od reprezentujących argumenty zdaniowe zmiennych, oznaczanych p, q, r, s itd. Za zmienne zdaniowe można w KRZ podstawiać wyłącznie zdania w sensie logicznym, tj. takie zdania, które są prawdziwe lub fałszywe.
W KRZ występuje 20 stałych logicznych: 4 spójniki jednoargumentowe i 16 spójników dwuargumentowych. Nie wszystkie z nich mają nazwy i przypisane im symbole. Najczęściej używa się tylko pięciu spójników: jednoargumentowego spójnika negacji i dwuargumentowych spójników równoważności, implikacji, koniunkcji i alternatywy. Poniższa tabela przedstawia niektóre spośród symboli, którymi oznacza się te funktory:
| Spójnik negacji       | {\displaystyle -a}                 | {\displaystyle Na}  | {\displaystyle {\bar {a}}}  | {\displaystyle \neg \,a} lub {\displaystyle \sim \,a} | {\displaystyle a'}        |
| Spójnik alternatywy   | {\displaystyle a\cup b}            | {\displaystyle Aab} | {\displaystyle a\,\lor \,b} | {\displaystyle a\,\lor \,b}                           | {\displaystyle a+b}       |
| Spójnik koniunkcji    | {\displaystyle a\cap b}            | {\displaystyle Kab} | {\displaystyle a\,\&\,b}    | {\displaystyle a\cdot b}                              | {\displaystyle a\cdot b}  |
| Spójnik implikacji    | {\displaystyle a\Rightarrow b}     | {\displaystyle Cab} | {\displaystyle a\to b}      | {\displaystyle a\supset b}                            | {\displaystyle a\to b}    |
| Spójnik równoważności | {\displaystyle a\Leftrightarrow b} | {\displaystyle Eab} | {\displaystyle a\,\sim \,b} | {\displaystyle a\equiv b}                             | {\displaystyle a\equiv b} |

Symbolika w pierwszej kolumnie tabeli pochodzi z symboliki algebry zbiorów i teorii krat. Druga to notacja polska stworzona przez Jana Łukasiewicza. Trzecia to symbolika wprowadzona przez Davida Hilberta. Czwarta stosowana była przez Peana i Russella. Piąta pochodzi od Schrödera i Peirce’a.
Złożone wyrażenia sensowne KRZ buduje się z występujących w nim spójników i zmiennych zdaniowych. Muszą one spełnić jeden z dwóch warunków:
1. jeśli a jest wyrażeniem sensownym, to ~a jest wyrażeniem sensownym.
2. jeśli, a i b są wyrażeniami sensownymi, to {\displaystyle a\land b,} {\displaystyle a\lor b,} {\displaystyle a\Rightarrow b,} {\displaystyle a\Leftrightarrow b} są wyrażeniami sensownymi. Warunek ten można poszerzyć na inne niż 4 najczęściej spotykane spójniki dwuargumentowe.

Wszystkie spójniki KRZ są ekstensjonalne – wartość logiczna zdań utworzonych za ich pomocą z innych zdań zależy jedynie od wartości logicznej tych zdań, nie od ich sensu. KRZ jest logiką dwuwartościową, występują w nim tylko dwie wartości logiczne: prawda, oznaczana przez 1, i fałsz, oznaczany przez 0. Z dowolnego zdania {\displaystyle \varphi } i dowolnego funktora {\displaystyle o_{x}} zbudować można zdanie złożone, którego wartość logiczną {\displaystyle v(o_{x}\varphi )} można scharakteryzować za pomocą równości takich jak {\displaystyle \neg 0=1} lub za pomocą matryc logicznych.
Istnieje tyle spójników jednoargumentowych KRZ, co funkcji {\displaystyle f:\{0,1\}\to \{0,1\},} czyli {\displaystyle 2^{2}=4,} co przedstawia matryca:
| {\displaystyle v(\varphi )} | {\displaystyle v(o_{1}\varphi )} | {\displaystyle v(o_{2}\varphi )} | {\displaystyle v(o_{3}\varphi )} | {\displaystyle v(o_{4}\varphi )} |
| --------------------------- | -------------------------------- | -------------------------------- | -------------------------------- | -------------------------------- |
| 1                           | 1                                | 1                                | 0                                | 0                                |
| 0                           | 1                                | 0                                | 1                                | 0                                |

- Spójnik {\displaystyle o_{1}} to rzadko używany spójnik afirmacji, zwany też verum.
- Spójnik {\displaystyle o_{2}} to rzadko używany spójnik asercji (funkcja tożsamościowa).
- Spójnik {\displaystyle o_{3}} to spójnik negacji[7][8].
- Spójnik {\displaystyle o_{4}} to rzadko używany spójnik zwany falsum.

Istnieje tyle spójników dwuargumentowych KRZ, co funkcji {\displaystyle f:\{0,1\}\times \{0,1\}\to \{0,1\},} czyli {\displaystyle 2^{4}=16,} co przedstawia matryca:
| {\displaystyle v(\varphi )} | {\displaystyle v(\psi )} | {\displaystyle v(\varphi o_{5}\psi )} | {\displaystyle v(\varphi o_{6}\psi )} | {\displaystyle v(\varphi o_{7}\psi )} | {\displaystyle v(\varphi o_{8}\psi )} | {\displaystyle v(\varphi o_{9}\psi )} | {\displaystyle v(\varphi o_{10}\psi )} | {\displaystyle v(\varphi o_{11}\psi )} | {\displaystyle v(\varphi o_{12}\psi )} | {\displaystyle v(\varphi o_{13}\psi )} | {\displaystyle v(\varphi o_{14}\psi )} | {\displaystyle v(\varphi o_{15}\psi )} | {\displaystyle v(\varphi o_{16}\psi )} | {\displaystyle v(\varphi o_{17}\psi )} | {\displaystyle v(\varphi o_{18}\psi )} | {\displaystyle v(\varphi o_{19}\psi )} | {\displaystyle v(\varphi o_{20}\psi )} |
| --------------------------- | ------------------------ | ------------------------------------- | ------------------------------------- | ------------------------------------- | ------------------------------------- | ------------------------------------- | -------------------------------------- | -------------------------------------- | -------------------------------------- | -------------------------------------- | -------------------------------------- | -------------------------------------- | -------------------------------------- | -------------------------------------- | -------------------------------------- | -------------------------------------- | -------------------------------------- |
| 1                           | 1                        | 0                                     | 1                                     | 0                                     | 0                                     | 0                                     | 1                                      | 1                                      | 1                                      | 0                                      | 0                                      | 0                                      | 1                                      | 1                                      | 1                                      | 0                                      | 1                                      |
| 1                           | 0                        | 0                                     | 0                                     | 1                                     | 0                                     | 0                                     | 1                                      | 0                                      | 0                                      | 1                                      | 1                                      | 0                                      | 1                                      | 1                                      | 0                                      | 1                                      | 1                                      |
| 0                           | 1                        | 0                                     | 0                                     | 0                                     | 1                                     | 0                                     | 0                                      | 1                                      | 0                                      | 1                                      | 0                                      | 1                                      | 1                                      | 0                                      | 1                                      | 1                                      | 1                                      |
| 0                           | 0                        | 0                                     | 0                                     | 0                                     | 0                                     | 1                                     | 0                                      | 0                                      | 1                                      | 0                                      | 1                                      | 1                                      | 0                                      | 1                                      | 1                                      | 1                                      | 1                                      |

- Spójnik {\displaystyle o_{6}} to spójnik koniunkcji[8].
- Spójnik {\displaystyle o_{16}} to spójnik alternatywy[8].
- Spójnik {\displaystyle o_{13}} to spójnik rzadziej spotykanej alternatywy wykluczającej (XOR)[12].
- Spójnik {\displaystyle o_{19}} to spójnik niewspółzachodzenia (według terminologii Jana Łukasiewicza), zwany też spójnikiem dysjunkcji[13] lub funktorem Sheffera[14] (NAND).
- Spójnik {\displaystyle o_{12}} to spójnik równoważności[8].
- Spójnik {\displaystyle o_{18}} to spójnik implikacji[8].
- Spójnik {\displaystyle o_{9}} to spójnik jednoczesnego zaprzeczenia[14] (według terminologii Jana Łukasiewicza), zwany też spójnikiem binegacji (NOR).

Na gruncie KRZ zdefiniować można funktory o dowolnej ilości argumentów, także trój- i więcej argumentowe. Samych spójników trójargumentowych zdefiniować można 256. Nie czyni się tego jedynie ze względu na brak takiej potrzeby praktycznej, podobnie jak nie używa się praktycznie wielu spójników dwu- czy nawet jednoargumentowych. W rzeczywistości do zapisu wszystkich twierdzeń KRZ wystarczyłby tylko jeden spójnik (binegacja {\displaystyle o_{9}} lub dysjunkcja {\displaystyle o_{19}}). Stosowanie zbyt małej lub zbyt dużej liczby funktorów czyniłoby zapis wyrażeń KRZ nadmiernie skomplikowanym (zazwyczaj nie używa się także więcej niż kilku zmiennych zdaniowych). Ponadto KRZ jest systemem, którego intencją jest oddanie potocznego i naukowego systemu myślenia, i również z tego względu stosuje się w nim przede wszystkim spójniki prawdziwościowe odpowiadające spójnikom prawdziwościowym języka naturalnego.

### Definiowanie spójników
Ekstensjonalność spójników sprawia, że zdanie złożone przeformułować można zwykle na zdanie logiczne równoważne z nim, lecz zawierające inne spójniki. Np. zdanie „Sokrates zostanie skazany lub zostanie uniewinniony” jest równoważne ze zdaniem „Jeśli Sokrates nie zostanie skazany, to zostanie uniewinniony”. Z powyższego przykładu widać, że alternatywę można zdefiniować równoważnościowo za pomocą negacji i implikacji. Potwierdza to następująca matryca logiczna:
| {\displaystyle p} | {\displaystyle q} | {\displaystyle p\lor q} | {\displaystyle \neg p\to q} |
| ----------------- | ----------------- | ----------------------- | --------------------------- |
| 1                 | 1                 | 1                       | 1                           |
| 1                 | 0                 | 1                       | 1                           |
| 0                 | 1                 | 1                       | 1                           |
| 0                 | 0                 | 0                       | 0                           |

Z tabeli widać, że przy wszystkich możliwych wartościowaniach p i q zdania {\displaystyle p\lor q} i {\displaystyle \neg p\to q} są równoważne. W analogiczny sposób definiuje się pozostałe spójniki, np. spójnik równoważności za pomocą spójników implikacji i koniunkcji:
| {\displaystyle p} | {\displaystyle q} | {\displaystyle p\Leftrightarrow q} | {\displaystyle p\to q} | {\displaystyle q\to p} | {\displaystyle (p\to q)\land (q\to p)} |
| ----------------- | ----------------- | ---------------------------------- | ---------------------- | ---------------------- | -------------------------------------- |
| 1                 | 1                 | 1                                  | 1                      | 1                      | 1                                      |
| 1                 | 0                 | 0                                  | 0                      | 1                      | 0                                      |
| 0                 | 1                 | 0                                  | 1                      | 0                      | 0                                      |
| 0                 | 0                 | 1                                  | 1                      | 1                      | 1                                      |

Dzięki której widać, że równoważność zdań p i q niezależnie od ich wartościowań jest równoważna zdaniu o schemacie {\displaystyle (p\to q)\land (q\to p).}
Wszystkie funktory jedno- i dwuargumentowe można zdefiniować za pomocą jedynie alternatywy i negacji. Istnieją także dwa spójniki, za pomocą których zdefiniować można wszystkie pozostałe spójniki: są to spójnik dysjunkcji i spójnik binegacji. Tak np. negację zdania a zdefiniować można jako ao19a, a alternatywę o postaci {\displaystyle a\lor b} jako (ao19a)o19(bo19b). Za pomocą spójnika jednoczesnego zaprzeczenia analogiczne definicje to ao9a i (ao9b)o9(ao9b). W 1925 Eustachy Żyliński udowodnił, że nie istnieje żaden inny niż dysjunkcja i binegacja funktor wystarczający do zdefiniowania wszystkich pozostałych funktorów jedno- i dwuargumentowych.

### Funktory KRZ a język naturalny
Podobnie jak inne nauki, logika czerpie wiele pojęć z języka potocznego, nadając im jednak następnie ściśle określony i sprecyzowany sens. To nadanie sensu ma jednak charakter w dużej mierze arbitralny, jako że pojęcia języka potocznego są notorycznie nieostre i wieloznaczne. Dokonane na gruncie KRZ sprecyzowanie sensu spójników nie zawsze dokładnie oddaje znaczenie spójników prawdziwościowych języka potocznego. Istnieją też inne niż obecne w KRZ sposoby rozumienia spójników języka potocznego oraz spójniki języka potocznego w ogóle w KRZ nieobecne, zwłaszcza spójniki nieekstensjonalne. Fakt, że KRZ nie oddaje nieekstensjonalnych spójników języków naturalnych jest jednym z głównych powodów powstania nieklasycznych rachunków logicznych, zawierających spójniki o odmiennej charakterystyce (np. funktorów modalnych w logikach modalnych). Mimo tego, KRZ zdobył sobie niemal powszechne uznanie jako system najdokładniej oddający naturalny i naukowy sposób myślenia.
Tak wśród spójników jedno-, jak i dwuarguemntowych KRZ istnieją także takie, które nie występują w języku potocznym lub występujące w nim bardzo rzadko. Wydaje się, że pewne spójniki KRZ nie występują w językach etnicznych nigdy. Przykładami spójników bardzo rzadko występujących w językach etnicznych mogą być spójnik „co najwyżej pierwsze z dwojga”, odpowiadający o14 czy też spójnik „co najwyżej drugie z dwojga”, odpowiadający o15.
W języku KRZ redukuje się więc pewne nieekstensjonalne lub chwiejne co do ekstensjonalności spójniki języka potocznego do spójników ekstensjonalnych, nadając im jasne i wyraźne znaczenie. Dotyczy to w szczególności negacji, stanowiącej odpowiednik „nie” (przyzdaniowego) w języku potocznym, koniunkcji (odpowiednika „i”), równoważności, różnych rodzajów alternatyw oraz implikacji.
Negacji odpowiadają w języku naturalnym zwroty „nie jest tak, że...”, „nieprawda, że...”, „nie”. Drugi z nich nie odpowiada jednak negacji w każdym przypadku – gdyby interpretować go ściśle, przy jego użyciu powstawałyby zdania metajęzykowe, które orzekałyby o wartości logicznej zdania stanowiącego argument, a nie zdania języka przedmiotowego orzekające, że tak a tak nie jest. Używa się go jednak częściej niż zwrotu „nie jest tak, że...” ze względów stylistycznych. Najczęściej używa się jednak w języku naturalnym wewnątrzzdaniowej negacji „nie”, np. w zdaniu „Sokrates nie jest Persem”. Sytuacja ta prowadzi jednak do wielu niejasności i niekonsekwencji – zwłaszcza mylenia negacji zdaniowej z negacją nazwową.
Spójnik afirmacji rzadko występuje w języku naturalnym, odpowiadają mu wyrażenia typu „zaprawdę...” i „zaiste...”. Zwroty te wyrażające przy tym bardzo silne potwierdzenie, nie odpowiadają więc afirmacji ściśle, jako że ich użycie zależy od treści argumentu: afirmację języka potocznego można więc traktować jako funktor nieekstensjonalny.
Koniunkcji odpowiadają w języku naturalnym nie tylko takie wyrażenia jaki „i” czy „oraz”, ale także wiele innych, jak „a”, „ale”, „lecz”, „natomiast” czy „chociaż”. Zdania utworzone za ich pomocą z danych argumentów mają taką samą wartość logiczną, jak zdania utworzone z tych samych argumentów za pomocą spójników „i” i „oraz”. Znaczenie tych spójników jest jednak przy tym bardziej złożone, gdyż o ich użyciu decyduje także znaczenie argumentów. Spójnik „a” nie jest ścisłym odpowiednikiem koniunkcji, gdyż wyraża pewną niezgodność argumentu drugiego z pierwszym. Spójnik „chociaż” wyraża natomiast to, że jeden z argumentów wyraża stan rzeczy nieoczekiwany ze względu na zachodzenie stanu rzeczy wyrażanego przez drugi z argumentów. Zresztą także spójnik „i” języka potocznego nie musi być ścisłym odpowiednikiem koniunkcji: dzieje się tak, gdy wyraża on następstwo czasowe (np. „Sokrates uciekł z więzienia i osiadł na Jamajce”). Ponadto spójnik „i” bywa wieloznaczny: może stanowić nie tylko funktor zdaniotwórczy o argumentach zdaniowych, ale też funktor nazwotwórczy o argumentach nazwowych.
Funktory alternatywy (nierozłącznej), alternatywy rozłącznej i dysjunkcji nie mają w języku polskim ścisłych odpowiedników. Wyrażenia takie jak „lub”, „bądź... bądź...” czy „albo” mogą bowiem w zależności od kontekstu oznaczać wszystkie spośród tych trzech funktorów. Prowadzi to do wielu nieporozumień i niejasności. Najczęściej jednak słowu „lub” odpowiada alternatywa nierozłączna, słowu „albo” alternatywa rozłączna, zwrotowi „bądź... bądź...” dysjunkcja.
Jednoczesnemu zaprzeczeniu odpowiada w języku potocznym zwrot „ani... ani...” (o ile stanowi funktor zdaniowy, nie nazwowy).
Tylko przybliżonym odpowiednikiem spójnika implikacji są wyrażenia typu „jeśli..., to...”, „jeżeli..., to...” Implikacja materialna może być bowiem fałszywa tylko wtedy, gdy jej poprzednik jest prawdziwy – każde zdanie wynikające materialnie ze zdania fałszywego jest prawdziwe. Prawdziwe jest więc np. zdanie „Jeśli królowa Bona żyła w XVIII wieku, to w Polsce żyje miliard Inuitów”. Spójnik języka potocznego „jeżeli... to” nie jest identyczny z funktorem implikacji, bo gdy się go używa, ma się na myśli zawsze jakiś rzeczowy związek między poprzednikiem i następnikiem. Implikacja materialna nie spełnia więc znaczenia spójnika języka potocznego – wyjątki są tu bardzo nieliczne, stanowią je retoryczne zwroty typu „Jeśli on to zrobi, kaktus mi na dłoni wyrośnie”. By oddać pojęcie implikacji na gruncie języka potocznego, logicy skonstruowali pojęcie implikacji ścisłej, posługując się przy tym aparatem logik modalnych.
Odpowiedniki spójnika równoważności występują w języku naturalnym dość rzadko, i to przeważnie wyrażając następstwo czasowe. Upowszechniły się one jednak silnie w XIX w. jako narzędzie tworzenia definicji równoważnościowych, i to głównie w języku nauk matematycznych – z tego względu mają jednak duże znaczenie. Odpowiedniki te to np. „wtedy i tylko wtedy, gdy”, „jeśli i tylko jeśli”, „pod tym i tylko pod tym warunkiem, że”, „zawsze i tylko wtedy, gdy”. W przypadku równoważności zachodzą podobne problemy, jak w przypadku implikacji: równoważne są ze sobą wszystkie możliwe zdania fałszywe i równoważne są ze sobą wszystkie zdania prawdziwe, a jednocześnie niektóre prawdziwe równoważności, takie jak „Warszawa jest stolicą Polski wtedy i tylko wtedy, gdy Dante był filozofem”, czy „Platon był Persem wtedy i tylko wtedy, gdy Persowie pochodzili z Krety” nie spełniają intuicji zawartych w języku potocznym co do znaczenia spójnika „wtedy i tylko wtedy, gdy...”. Spójnik ten ma bowiem w języku potocznym charakter intensjonalny, używa się go tylko do połączania takich zdań o tej samej wartości logicznej, które są w jakiś sposób powiązane treściowo.